# Campionati statunitensi di sci alpino 2014
I Campionati statunitensi di sci alpino 2014 si sono svolti a Copper Mountain il 10 dicembre 2013 e a Squaw Valley dal 20 al 22 marzo 2014. Il programma includeva gare di discesa libera, slalom gigante, slalom speciale e combinata, tutte sia maschili sia femminili, ma le combinate sono state annullate.
Trattandosi di competizioni valide anche ai fini del punteggio FIS, vi hanno partecipato anche sciatori di altre federazioni, senza che questo consentisse loro di concorrere al titolo nazionale statunitense.

## Risultati

### Uomini

#### Discesa libera
| Pos. | Atleta              | Nazione     | Tempo   |
| ---- | ------------------- | ----------- | ------- |
| 1    | Bryce Bennett       | Stati Uniti | 1:36,78 |
| 2    | Jared Goldberg      | Stati Uniti | 1:37,09 |
| 3    | Artëm Borodajkin    | Russia      | 1:37,22 |
| 4    | Marvin Ackermann    | Germania    | 1:37,40 |
| 5    | Nick Daniels        | Stati Uniti | 1:37,52 |
| 6    | Ryan Cochran-Siegle | Stati Uniti | 1:37,70 |
| 7    | Natko Zrnčić-Dim    | Croazia     | 1:37,79 |
| 8    | Fabio Renz          | Germania    | 1:37,89 |
| 9    | Andreas Sander      | Germania    | 1:38,03 |
| 10   | Douglas Crawford    | Regno Unito | 1:38,13 |

Data: 10 dicembre 2013

Località: Copper Mountain

Ore: 

Pista: 

Partenza: 3 636 m s.l.m.

Arrivo: 2 977 m s.l.m.

Dislivello: 659 m

Tracciatore: Randy Pelkey

#### Slalom gigante
| Pos. | Atleta               | Nazione     | Tempo   |
| ---- | -------------------- | ----------- | ------- |
| 1    | Tim Jitloff          | Stati Uniti | 2:22,45 |
| 2    | Brennan Rubie        | Stati Uniti | 2:24,06 |
| 3    | Jared Goldberg       | Stati Uniti | 2:24,37 |
| 4    | Robby Kelley         | Stati Uniti | 2:24,97 |
| 5    | Will Gregorak        | Stati Uniti | 2:25,73 |
| 6    | David Chodounsky     | Stati Uniti | 2:25,81 |
| 7    | Warner Nickerson     | Stati Uniti | 2:25,94 |
| 8    | Nick Cohee           | Stati Uniti | 2:27,04 |
| 9    | Kieffer Christianson | Stati Uniti | 2:27,06 |
| 10   | Michael Ankeny       | Stati Uniti | 2:27,28 |

Data: 21 marzo 2014

Località: Squaw Valley

1ª manche:

Ore: 

Pista: 

Partenza: 2 291 m s.l.m.

Arrivo: 1 906 m s.l.m.

Dislivello: 385 m

Tracciatore: Ian Lochhead

2ª manche:

Ore: 

Pista: 

Partenza: 2 291 m s.l.m.

Arrivo: 1 906 m s.l.m.

Dislivello: 385 m

Tracciatore: Seth McCadam

#### Slalom speciale
| Pos. | Atleta           | Nazione     | Tempo   |
| ---- | ---------------- | ----------- | ------- |
| 1    | David Chodounsky | Stati Uniti | 1:35,82 |
| 2    | Tim Kelley       | Stati Uniti | 1:36,24 |
| 3    | Will Brandenburg | Stati Uniti | 1:36,51 |
| 4    | Colby Granstrom  | Stati Uniti | 1:36,59 |
| 5    | Espen Lysdahl    | Norvegia    | 1:36,61 |
| 6    | Mark Engel       | Stati Uniti | 1:37,95 |
| 7    | Nolan Kasper     | Stati Uniti | 1:38,34 |
| 8    | Michael Ankeny   | Stati Uniti | 1:39,19 |
| 9    | Sandy Vietze     | Stati Uniti | 1:39,74 |
| 10   | Bryce Bennett    | Stati Uniti | 1:40,21 |

Data: 22 marzo 2014

Località: Squaw Valley

1ª manche:

Ore: 

Pista: 

Partenza: 2 100 m s.l.m.

Arrivo: 1 906 m s.l.m.

Dislivello: 194 m

Tracciatore: Bernd Brunner

2ª manche:

Ore: 

Pista: 

Partenza: 2 100 m s.l.m.

Arrivo: 1 906 m s.l.m.

Dislivello: 194 m

Tracciatore: Konrad Rickenbach

### Donne

#### Discesa libera
| Pos. | Atleta             | Nazione     | Tempo   |
| ---- | ------------------ | ----------- | ------- |
| 1    | Jacqueline Wiles   | Stati Uniti | 1:39,90 |
| 2    | Katie Hartman      | Stati Uniti | 1:40,14 |
| 3    | Katie Ryan         | Stati Uniti | 1:40,73 |
| 4    | Julia Ford         | Stati Uniti | 1:40,85 |
| 5    | Anna Marno         | Stati Uniti | 1:41,41 |
| 6    | Alice Merryweather | Stati Uniti | 1:41,95 |
| 7    | Anna Moriah Wilson | Stati Uniti | 1:42,34 |
| 8    | Abby Ghent         | Stati Uniti | 1:42,37 |
| 9    | Alice McKennis     | Stati Uniti | 1:42,67 |
| 10   | Greta Small        | Australia   | 1:42,70 |

Data: 10 dicembre 2013

Località: Copper Mountain

Ore: 

Pista: 

Partenza: 3 636 m s.l.m.

Arrivo: 2 977 m s.l.m.

Dislivello: 659 m

Tracciatore: Trevor Wagner

#### Slalom gigante
| Pos. | Atleta                | Nazione     | Tempo   |
| ---- | --------------------- | ----------- | ------- |
| 1    | Mikaela Shiffrin      | Stati Uniti | 2:30,93 |
| 2    | Marie-Michèle Gagnon  | Canada      | 2:32,81 |
| 3    | Julia Mancuso         | Stati Uniti | 2:34,33 |
| 4    | Foreste Peterson      | Stati Uniti | 2:34,43 |
| 5    | Paula Moltzan         | Stati Uniti | 2:34,88 |
| 6    | Resi Stiegler         | Stati Uniti | 2:34,97 |
| 7    | Chloe Margrethe Fausa | Norvegia    | 2:35,73 |
| 8    | Lila Lapanja          | Stati Uniti | 2:35,95 |
| 9    | Leanne Smith          | Stati Uniti | 2:36,26 |
| 10   | Kate Ryley            | Canada      | 2:36,32 |

Data: 20 marzo 2014

Località: Squaw Valley

1ª manche:

Ore: 

Pista: 

Partenza: 2 291 m s.l.m.

Arrivo: 1 906 m s.l.m.

Dislivello: 385 m

Tracciatore: Trevor Wagner

2ª manche:

Ore: 

Pista: 

Partenza: 2 291 m s.l.m.

Arrivo: 1 906 m s.l.m.

Dislivello: 385 m

Tracciatore: Seth McCadam

#### Slalom speciale
| Pos. | Atleta                   | Nazione     | Tempo   |
| ---- | ------------------------ | ----------- | ------- |
| 1    | Marie-Michèle Gagnon     | Canada      | 1:39,61 |
| 2    | Resi Stiegler            | Stati Uniti | 1:39,62 |
| 3    | Lila Lapanja             | Stati Uniti | 1:41,70 |
| 4    | Foreste Peterson         | Stati Uniti | 1:42,56 |
| 5    | Hailey Duke              | Stati Uniti | 1:42,63 |
| 6    | Paula Moltzan            | Stati Uniti | 1:42,86 |
| 7    | Megan McJames            | Stati Uniti | 1:44,03 |
| 8    | Julia Ford               | Stati Uniti | 1:44,55 |
| 9    | Karoline Søvik Myklebust | Norvegia    | 1:45,21 |
| 10   | Kristiina Rove           | Finlandia   | 1:45,86 |

Data: 22 marzo 2014

Località: Squaw Valley

1ª manche:

Ore: 

Pista: 

Partenza: 2 100 m s.l.m.

Arrivo: 1 906 m s.l.m.

Dislivello: 194 m

Tracciatore: Frank Kelble

2ª manche:

Ore: 

Pista: 

Partenza: 2 100 m s.l.m.

Arrivo: 1 906 m s.l.m.

Dislivello: 194 m

Tracciatore: Uroš Pavlovič